# Heizkraftwerk Wedel
Das Heizkraftwerk Wedel ist ein Heizkraftwerk (HKW) in Wedel, Schleswig-Holstein, das direkt an der Unterelbe und der Landesgrenze zu Hamburg liegt. Das mit Steinkohle befeuerte Kohlekraftwerk verfügt über zwei Blöcke sowie zwei Gasturbinen für die Spitzenlastversorgung. Charakteristisch für die Anlage sind die beiden jeweils 151 Meter hohen Schornsteine. Der elbseitige Schornstein ist, ebenso wie zwei der ehemals vier Blöcke, stillgelegt. Das HKW gehört seit 2. September 2019 zur Wärme Hamburg GmbH, die zu 100 % im Besitz der Stadt Hamburg ist.

## Geschichte
Das Kraftwerk Wedel wurde in den Jahren 1961–1965 von der damaligen Hamburgische Electricitäts-Werke AG (HEW) erbaut. Gleichzeitig wurde das auf gleichem Gelände befindliche Kraftwerk Schulau außer Betrieb genommen. Die Gebäudeplanung erfolgte durch die Architekten Bernhard Hermkes und Gerhart Becker. Anfangs bestand die technische Anlage aus vier Blöcken mit einer Leistung von zusammen 600 MWel.
Bis 1987 trug das Kraftwerk ausschließlich zur Stromversorgung Hamburgs bei. Um das Kraftwerk auch für die Wärmeerzeugung einsetzen zu können, wurden 1988/89 zwei Blöcke für Kraft-Wärme-Kopplung umgebaut. Zeitgleich wurde eine Rauchgasentschwefelungs- und Entstickungsanlage errichtet. Von 1990 bis 1993 wurde das Heizkraftwerk in einer Generalüberholung auf den neuesten Stand der Technik gebracht, um die Betriebsdauer dadurch um 25 bis 30 Jahre zu verlängern. Eine erneute Ertüchtigung erfolgte im Jahr 2016.
Im September 2021 wurde in Kooperation von Wärme Hamburg GmbH mit 50Hertz begonnen, eine 80 MW Power-to-Heat-Anlage zu errichten, die im Jahr 2023 fertiggestellt wurde.

## Technische Daten
Laut Vattenfall-Angaben hat das Heizkraftwerk Wedel folgende Daten:
- Elektrische Leistung: 250 MWel
- Wärmeleistung: 423 MWth
- Durchschnittliche Jahresstromerzeugung: 1200 GWh
- Durchschnittliche Jahreswärmeerzeugung: 1200 GWh
- Hauptbrennstoff: Steinkohle
- Kondensationsstrom/Kraft-Wärme-Kopplung: Kraftwärmekopplung (CHP)

Das Kraftwerk besteht aus zwei Blöcken, die separat betrieben werden können, um die Produktion dem wechselnden Strom- und Wärmebedarf anzupassen. Zudem verfügt es über zwei Gasturbinen für die Spitzenlastproduktion.
Die gesamte Jahresstromerzeugung von Vattenfall beträgt 163.900 GWh. Der Anteil der Kohlekraft hieran beträgt 95.002 GWh. Wedel versorgt ca. 240.000 Haushalte mit Strom. Zur Anlandung der Steinkohle verfügt das Kraftwerk über einen eigenen Hafen für Schiffe mit dem erforderlichen Tiefgang.

## Emission von Schadstoffen und Treibhausgasen

### Emissionen im Normalbetrieb
Kraftwerkskritiker bemängeln am Kraftwerk Wedel wie bei anderen Kohlekraftwerken die hohen Emissionen an Stickstoffoxiden, Schwefeloxiden, Quecksilber und Feinstaub, an dem Krebs erzeugende Substanzen (Blei, Cadmium, Nickel, PAK, Dioxine und Furane) haften können. Weiterhin stehen die CO2-Emissionen angesichts des Klimawandels in der Kritik.
Das Kraftwerk Wedel meldete folgende Emissionen im europäischen Schadstoffregister „PRTR“:
| Luftschadstoff                        | 2007             | 2008             | 2009             | 2010             | 2011             | 2012             | 2013             | 2014             |
| ------------------------------------- | ---------------- | ---------------- | ---------------- | ---------------- | ---------------- | ---------------- | ---------------- | ---------------- |
| Kohlendioxid (CO2)                    | 1.320.000.000 kg | 1.380.000.000 kg | 1.430.000.000 kg | 1.480.000.000 kg | 1.150.000.000 kg | 1.370.000.000 kg | 1.280.000.000 kg | 1.330.000.000 kg |
| Schwefeldioxide (als SOx/SO2)         | 480.000 kg       | 409.000 kg       | 474.000 kg       | 539.000 kg       | 331.000 kg       | 543.000 kg       | 599.000 kg       | keine Angaben    |
| Stickstoffoxide (NOx/NO2)             | 759.000 kg       | 739.000 kg       | 778.000 kg       | 859.000 kg       | 656.000 kg       | 862.000 kg       | 783.000 kg       | keine Angaben    |
| Feinstaub (PM10)                      | keine Angaben    | keine Angaben    | keine Angaben    | keine Angaben    | keine Angaben    | 63.900 kg        | keine Angaben    | keine Angaben    |
| Distickstoffmonoxid (N2O)             | 19.500 kg        | 20.500 kg        | 21.100 kg        | 21.600 kg        | 16.800 kg        | 20.600 kg        | 18.700 kg        | keine Angaben    |
| Arsen und Verbindungen (als As)       | keine Angaben    | keine Angaben    | keine Angaben    | keine Angaben    | keine Angaben    | 29,4 kg          | 27,5 kg          | 28,7 kg          |
| Nickel und Verbindungen (als Ni)      | keine Angaben    | keine Angaben    | keine Angaben    | keine Angaben    | keine Angaben    | 50,4 kg          | keine Angaben    | keine Angaben    |
| Quecksilber und Verbindungen (als Hg) | keine Angaben    | 17,7 kg          | 43,3 kg          | 19,9 kg          | 14,6 kg          | 83 kg            | 62,3 kg          | 27,5 kg          |

Weitere typische Schadstoffemissionen wurden nicht oder nicht in jedem Jahr berichtet, da sie im PRTR erst ab einer jährlichen Mindestmenge meldepflichtig sind, z. B. Dioxine und Furane ab 0,0001 kg, Cadmium und Quecksilber ab 10 kg, Arsen ab 20 kg, Nickel ab 50 kg, Chrom und Kupfer ab 100 kg, Blei und Zink ab 200 kg, Ammoniak und Lachgas (N2O) ab 10.000 kg, Feinstaub (PM10) ab 50.000 kg, flüchtige organische Verbindungen außer Methan (NMVOC) und Stickstoffoxide ab 100.000 kg, Schwefeloxide ab 150.000 kg und Kohlenmonoxid ab 500.000 kg.

### Partikelauswurf
Seit dem Jahr 2015 beobachteten Anwohner des Kraftwerkes in Wedel bei Ostwind an zahlreichen Tagen Partikelniederschläge.
Möglicherweise bilden sich Partikel bei Taupunktunterschreitung an den Bauteilen eines Wärmetauschers (bevor das Abgas in den Rauchgaswäscher eintritt), die bei der Wärmeübertragung in das Reingas von den Bauteilen abgelöst und in den Schornstein getragen werden. Eine zweite Ursache wird in der ungenügenden Abscheidung von Aerosolen im Tröpfchenabscheider des Abgaswäschers vermutet. Die feuchten Partikel und Aerosole bleiben vermutlich an der rauen Innenwand des geklinkerten Schornsteins hängen, wo sich daraus größere Partikel bilden, die bei einer Erhöhung der Abgasgeschwindigkeit mit dem Abgasstrom herausgetragen werden (z. B. beim Lastwechsel oder beim Wiederanfahren nach einem Stillstand).
Eine rasterelektronenmikroskopische Analyse der Schornsteinanhaftungen zeigte, dass die Partikel der Schornsteininnenwand mit dem Niederschlag in den Wohngebieten übereinstimmen und aus Verbrennungsasche sowie Gips der Rauchgasentschweflung bestehen. Die chemische Analyse der Partikel zeigte hohe Gehalte an Arsen (50 mg/kg) und Nickel (1.010 mg/kg) auf, die zu ca. 50 % wasserlöslich sind und mit Wasser eine starke Säure bilden (pH-Wert 1,5). Die Partikel verhalten sich ähnlich aggressiv wie Zement und lassen sich von Autolack und Wintergartenglasscheiben schlecht entfernen. Die zuständige Behörde (LLUR) hat im September 2016 ein toxikologisches Gutachten veröffentlicht, das kein relevantes Risiko für adverse Effekte auf die menschliche Gesundheit durch den Partikelauswurf sieht. Ein im November 2016 im Auftrag der Bürgerinitiative Wedel/Rissen erstelltes Gutachten schätzte das Risiko höher ein und empfiehlt, zum Abgleich mit gesetzlichen Grenzwerten der TA Luft, Messungen und Analysen des Staubs in der Nachbarschaft des Kraftwerks durchzuführen.
Als Maßnahme gegen den Partikelausstoß sprüht Vattenfall seit Mitte Januar 2017 vor dem Rauchgaswäscher Kalk in den Abgasstrom ein, um den Niederschlag saurer Partikel am Wärmetauscher zu verhindern; dennoch kam es Ende Januar 2017 zu weiteren Partikelniederschlägen. Als weitere Maßnahmen hat das LLUR Vattenfall angewiesen, versuchsweise im Abgaswäscher eines der beiden Blöcke zusätzlich zum Tröpfchenabscheider einen Aerosolabscheider einzubauen, sobald die Witterungslage die Abschaltung eines Kraftwerkblocks erlaubt.
Am 12. Mai 2021 hat das Verwaltungsgericht Schleswig in erster Instanz nach der Auswertung von über 100 Gutachten die Klagen von zwölf Anwohnern gegen das Landesamt für Landwirtschaft, Umwelt und ländliche Räume abgewiesen. Weder das auf Verpflichtung der Behörde zur vorübergehenden Stilllegung des Kraftwerks noch das auf Erlass einer nachträglichen Anordnung gerichtete Begehren der Kläger hatte in der Sache Erfolg. Das Gericht wertete die durch die Partikel ausgehenden Verschmutzungen als über die normale Alltagsverschmutzung allenfalls geringfügig hinausgehend. Sie seien deshalb nach ihrem Ausmaß nicht als erhebliche Belästigung oder erheblicher Nachteil anzusehen, was nach dem Gesetz Voraussetzung für ein Einschreiten sei.

## Verworfener Umbau zu einem Gas-und-Dampf-Kombikraftwerk

### Verhältnis zum Kohlekraftwerk Moorburg
Die Fernwärmebereitstellung des Kraftwerks Wedel sollte nach Vorstellungen von  Vattenfall durch das neue Kohlekraftwerk Moorburg mit übernommen werden, das 2015 seinen Betrieb aufgenommen hatte, aber bereits 2021 wieder stillgelegt wurde. Die Dimensionen der beiden Kraftwerke unterscheiden sich deutlich: das Kohlekraftwerk Moorburg ist erheblich größer dimensioniert und kann bis zu 1600 MW elektrische und könnte nach Einbau entsprechender Kessel bis zu 650 MW thermische Leistung (Fernwärme) liefern. Deshalb sollte das Kraftwerk Moorburg zusätzlich thermische Leistung durch eine neu zu bauende Fernwärmetrasse (die sogenannte Moorburgtrasse) unter der Elbe hindurch bis nach Altona bringen. Das dafür notwendige Genehmigungsverfahren wurde vom Oberverwaltungsgericht Hamburg nach einer Klage des BUND Hamburg und einer Bürgerinitiative für ungültig erklärt. Das einfachere Plangenehmigungsverfahren musste deshalb durch ebenjene Umweltverträglichkeitsprüfung und ein parallel/nachfolgendes Planfeststellungsverfahren mit nochmaliger Bürgerbeteiligung ersetzt werden. Im Zuge der Übernahme von 25,1 % an den Hamburger Energienetzen durch die Stadt Hamburg verzichtete Vattenfall auf den Bau der Moorburgtrasse.
Vattenfall plante daraufhin gemeinsam mit der Stadt Hamburg alternativ ein erdgasbetriebenes Gas-und-Dampf-Kombikraftwerk, um die notwendige Fernwärme bereitzustellen. Hierfür wurden sowohl ein Standort in Hamburg-Stellingen als auch der Standort Wedel in Schleswig-Holstein geprüft. Für die Standortentscheidung wurde durch die Stadt Hamburg und Vattenfall ein gemeinsamer Kostenvergleich durchgeführt. Eine Vorlage der Wirtschaftlichkeitsberechnung an die Bürgerschaft der Stadt Hamburg und eine allgemeine Veröffentlichung waren nicht vorgesehen, jedoch kam ein von der Stadt Hamburg in Auftrag gegebenes Plausibilitäts-Gutachten einer Analyse von Vattenfall zu dem Ergebnis, dass der Standort Wedel gegenüber dem Standort Hamburg-Stellingen zu Kostenersparnissen von mindestens 100 Mio. Euro hauptsächlich aufgrund bereits vorhandener Anschlüsse und Leitungen führen würde.

### CO2-Emissionen
Ein Gutachten, das von der Stadt Hamburg Ende 2011 in Auftrag gegeben worden war, kam in diesem Zusammenhang zu folgenden Ergebnissen:
- Ein geplantes Gas-und-Dampf-Kombikraftwerk wäre unter CO2-Gesichtspunkten die bestmögliche Erzeugungsalternative für die Hamburger Fernwärme.
- Gegenüber der bestehenden Energieproduktion des Altkraftwerks Wedel ergäbe sich eine Reduktion der gesamten CO2-Emissionen um rund 50 %.
- Ein geplanter Wärmespeicher führe zu einer verbesserten Integration von Strom aus Erneuerbaren Energien in das Gesamtsystem.
- Ein GuD-Kraftwerk wäre hinsichtlich der CO2-Emissionen einer Lösung mit vielen kleinen KWK-Anlagen, die in das Netz einspeisten, vorzuziehen, da ein Großkraftwerk unabhängig voneinander Strom oder Wärme produzieren könne.

### Planung und Genehmigung
Gesamtplaner für den Bau war das Unternehmen Pöyry. Bis 10. Oktober 2012 gab es für betroffene Bürger die Möglichkeit, Einspruch einzureichen. Mehr als 1000 Bürger und zahlreiche Umweltinitiativen hatten Einwendungen gegen das geplante Kraftwerk erhoben, das die Fernwärmeversorgung im Westen Hamburgs übernehmen sollte. Zugleich mit diesem Kraftwerk sollte ein Warmwasserspeicher samt Power-to-Heat-Anlage gebaut werden, mit der per Tauchsieder-Prinzip temporär überschüssiger Strom aus erneuerbaren Energien in Warmwasser für das Fernwärmenetz umgewandelt werden kann.
Das nach der ursprünglichen Planung 2013 stillzulegende Kraftwerk Wedel erhielt zunächst im Oktober 2011 eine Laufzeitverlängerung bis zur Heizperiode 2016/17[veraltet], um bis zur Inbetriebnahme des neuen Gas-Heizkraftwerkes die Fernwärmeversorgung Hamburgs sicherstellen zu können. Seit 2017 mit Übergangsfrist 2019 gilt in Deutschland eine neue EU-Richtlinie und damit neue Jahresgrenzwerte für Staub (10 mg/m³) und Quecksilber (0,01 mg/m³), die erhebliche Investitionen in die Ertüchtigung des alten Kraftwerks erfordern würden.